# 순차적 게임
게임이론에서 순차적 게임(sequential game)은 다른 플레이어가 행동을 정하기 전에 먼저 행동을 결정하는 게임을 말한다. 순차적 게임은 나중에 하는 플레이어가 첫 선택에 대한 약간의 정보를 얻고 시작하는 것이 중요하다. 그렇지 않으면 시간에 차이를 두고 게임을 하는 것이 의미가 없어진다. 따라서 순차적 게임은 시간 축으로 표시되며 결정 트리 형태로 표현된다. 순차적 게임과 달리, 동시적 게임은 각 플레이어가 다른 플레이어의 행동을 알지 못하므로 자신의 움직임을 선택할 때 시간 축을 가지지 않는다. 조합적인 게임은 대부분 순차적 게임이다. 체스, 틱택토 등이 순차적 게임의 예시이다.

## 같이 보기
- 동시적 게임
- 연속 경매